# مراد الدعمي
مراد الدعمي (مواليد 15 أغسطس 1962 في المنستير) حكم كرة قدم تونسي معتزل. قام بإدارة مباراة واحدة كحكم خامس في بطولة كأس العالم لكرة القدم 2002 في كوريا الجنوبية واليابان.

## روابط خارجية
- مراد الدعمي على موقع Soccerway.com (الإنجليزية)
- مراد الدعمي على موقع أوليمبيديا (الإنجليزية)